# Vincenzo Molo
Vincenzo Massimo Pietro Molo (Bellinzona, 31 maggio 1833 – 15 marzo 1904) è stato un vescovo cattolico svizzero.

## Biografia
Figlio dell'avvocato Corrado Molo e di Luigia Bonzanigo.
L'8 marzo 1856 fu ordinato sacerdote a Milano. Fu vice-rettore del Pontificio seminario lombardo a Roma e, dal 1878, arciprete di Bellinzona.
Il 20 settembre 1887 fu nominato vescovo titolare di Callipoli ed amministratore apostolico del Ticino; fu ordinato vescovo a Bellinzona il successivo 2 ottobre dal vescovo di Losanna e Ginevra Gaspard Mermillod.
Fu fautore della convenzione tra la Svizzera e la Santa Sede, per regolare definitivamente i rapporti ecclesiastici del Canton Ticino. Sancita dalla bolla papale del 7 settembre 1888, la collegiata di San Lorenzo di Lugano viene eretta a cattedrale.

## Genealogia episcopale
La genealogia episcopale è:
- Cardinale Scipione Rebiba
- Cardinale Giulio Antonio Santori
- Cardinale Girolamo Bernerio, O.P.
- Arcivescovo Galeazzo Sanvitale
- Cardinale Ludovico Ludovisi
- Cardinale Luigi Caetani
- Cardinale Ulderico Carpegna
- Cardinale Paluzzo Paluzzi Altieri degli Albertoni
- Papa Benedetto XIII
- Papa Benedetto XIV
- Cardinale Enrico Enriquez
- Arcivescovo Manuel Quintano Bonifaz
- Cardinale Buenaventura Córdoba Espinosa de la Cerda
- Cardinale Giuseppe Maria Doria Pamphilj
- Papa Pio VIII
- Papa Pio IX
- Cardinale Gaspard Mermillod
- Vescovo Vincenzo Molo